# Mis conversaciones con las almas del purgatorio
Mis conversaciones con las almas del purgatorio es un libro escrito en forma de diario por la aristócrata y mística alemana Eugenia von der Leyen donde afirma haber tenido contacto con las Almas del Purgatorio entre 1921  y 1929.

## Contexto del diario
Eugenia von der Leyen nació en Múnich el 15 de mayo de 1867 Hija de una familia real alemana,  del tercer Príncipe von der Leyen Filippo II Francisco Ervino, y  Adelaida von Thurn y Taxis, en su juventud Eugenia von der Leyen  quiso entrar en un Convento, pero no fue aceptada debido a  que estado de salud no era el mejor. Trato de ingresar a otros conventos, pero no le fue posible.
El Padre Sebastián Wieser quien fue su director espiritual, afirmó que Eugenia tuvo don especial, desde 1921 hasta 1929, que le permitía recibir visitas de las almas del Purgatorio. Esto quedó documentado por el mismo:

“ Conocí a la vidente los últimos 12 años de su vida y estuve al tanto día a día de sus experiencias y encuentros con las apariciones. La vidente llevó una vida santa. Su caridad no conocía límites, lista para ayudar en cualquier momento y pronta a cualquier sacrificio. Todos los que la conocieron le tuvieron un gran respeto y veneración. Querida de Dios y de los hombres. En opinión de especialistas, su diario es comparable con otras obras del mismo género, lo que es mejor. Yo declaro bajo juramento haber exhortado a la Princesa a anotar de manera clara y precisa los hechos reales vividos y al mismo tiempo, de nunca haberle sugerido de ninguna manera mi propia visión personal de las cosas. Me declaro garante, en todas las formas de la credibilidad de que es digno el Diario y ruego al lector conservar de la Princesa, quien ahora también descansa en la otra vida y desde luego en la visión bendita de Dios, un agradecido y venerado recuerdo". "Padre Sebastián Wieser".

Ella nunca habló con nadie de su don especial, solo con El Padre Sebastián Wieser, lo que no fue nada fácil para ella, ya que afirmaba que era conquistada extraordinariamente por una singular autorización de Dios, que según ella era como ver un país desconocido. 
En 1924 el Castillo de Unterdießen fue reconstruido y el 26 de junio de 1925 el Príncipe heredero se fue a vivir en él, y con él también Eugenia, quien vivió en él hasta su fallecimiento, el 9 de enero de 1929.

## Publicación del diario
El Párroco Dr. Pietro Gehring de Lindau, visitó a una Editora en 1978. Hablaron de Eugenia von der Leyen, encontrando que el Dr. Gehring, creció, cerca del Castillo de Waal y conoció, brevemente, a la Princesa Eugenia von der Leyen. 
El Dr. Gehring, mostró gran disposición a realizar comentarios sobre la obra y a realizar observaciones al pie de página, de otra parte, afortunadamente se contó con la presencia de una persona que conocía de forma detallada los lugares y hechos. 
El Papa Pío XII, quien era un amigo personal de la familia real y como nuncio apostólico en Alemania frecuentemente se detenía en el Castillo de Waal y Unterdiessen, obtuvo como regalo el texto original del Diario.